# 사이토 다카시 (축구 선수)
사이토 다카시(일본어: 齋藤 恭志, 1993년 12월 25일 ~ )는 일본의 축구 선수이다.

## 구단 경력
과거 그루자 모리오카에서 활동하였다.